# Yabusame

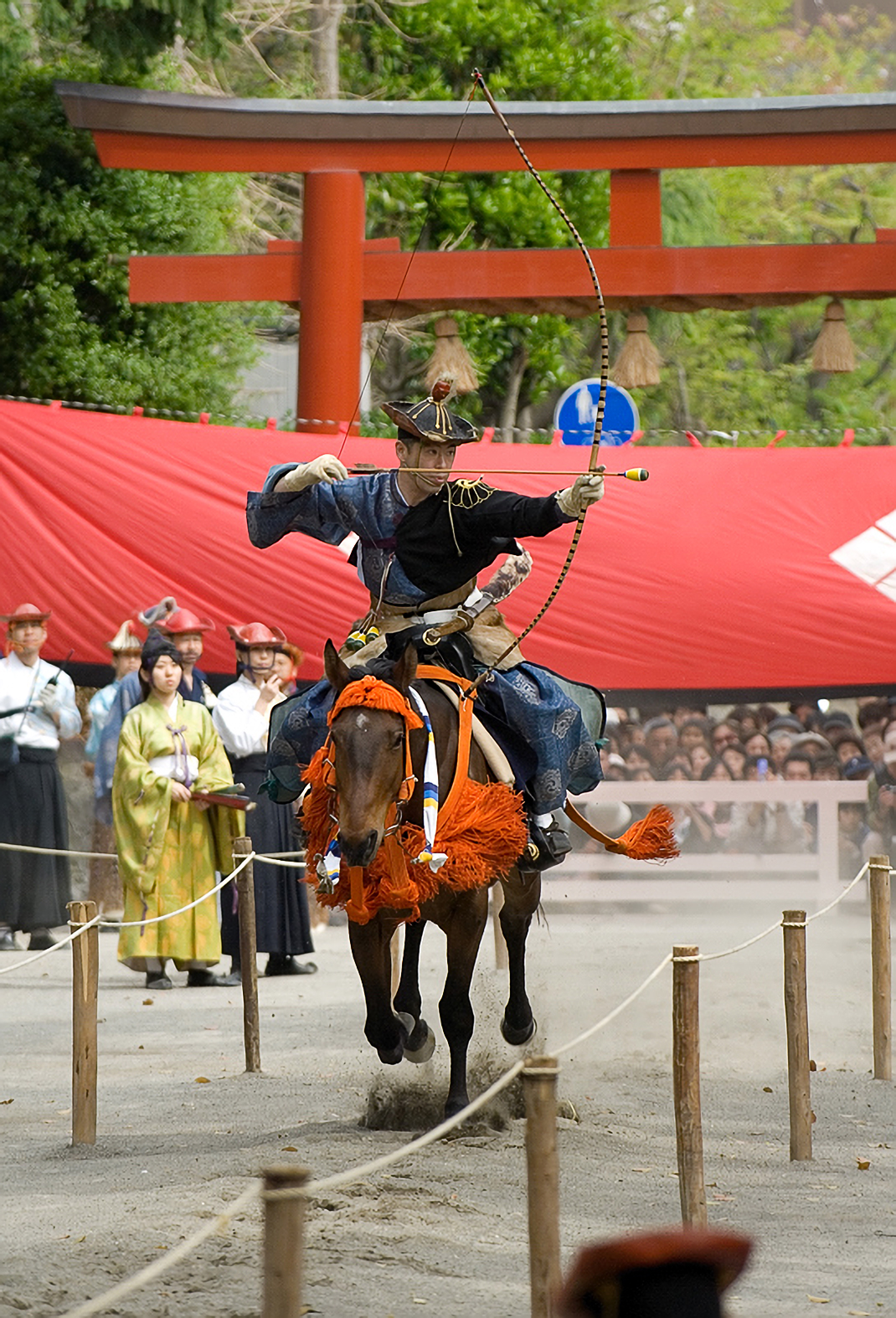

Yabusame (jap. 流鏑馬) ist – neben dem modernen Kyūdō – eine traditionelle Form des japanischen Bogenschießens, die vom Pferd aus ausgeübt wird. Der Schütze schießt mit einem speziellen Pfeil mit einer „rübenförmigen“ Spitze auf ein hölzernes Ziel.
Diese Form des Bogenschießens hat ihren Ursprung am Beginn der Kamakura-Zeit. Minamoto no Yoritomo war wegen der schlechten Fähigkeiten seiner Samurai beunruhigt. Er organisierte Yabusame als eine Art Übung.
Heute wird Yabusame am Tsurugaoka-Hachiman-Schrein in Kamakura geübt. Es wird auch in Samukawa und am Strand von  Zushi und an anderen Orten ausgeübt. Insgesamt ist Yabusame jedoch viel weniger verbreitet als Kyūdō. In Japan ist selbst das Mieten eines Pferdes für einen Tag für viele unerschwinglich. In den Großstädten kann nur in Hallen auf einer Art „Übungspferd“ geübt werden. Der Hauptgrund ist jedoch, dass von den Meistern in vielen Fällen nur Familienangehörige als Schüler angenommen werden. Heute soll es in ganz Japan nur noch 50 gute Schützen geben.

## Geschichte
Japanische Bögen sind seit prähistorischen Zeiten der Jōmon-Zeit bekannt. Der asymmetrische Langbogen mit dem Griff im unteren Drittel kam in der  Yayoi-Zeit (300 v. Chr.–300 n. Chr.) auf. Der Bogen wurde zum Symbol von Autorität und Macht. Der legendäre erste Kaiser, Jimmu, wird immer mit einem Bogen dargestellt.
Der Bogen wurde im 4. Jahrhundert zunächst nur zu Fuß benutzt, bis Elitesoldaten begannen, vom Pferd aus mit Pfeil und Bogen und Schwert zu kämpfen. Im 10. Jahrhundert bestanden die Kämpfe der Samurai aus Einzelkämpfen zu Pferde. Sie ritten aufeinander zu und versuchten, wenigstens drei Pfeile abzuschießen. Diese Duelle endeten nicht zwangsläufig mit dem Tod eines der Kontrahenten, solange die Ehre befriedigt wurde.
Eines der berühmtesten Ereignisse des japanischen berittenen Bogenschießens geschah im Gempei-Krieg (1180–1185). Bei der Schlacht von Yashima zogen sich die Heike nach ihrer Niederlage auf ihre Boote bei Yashima zurück, die verfolgenden Genji wurden vom Meer gestoppt. Als die Heike in Ufernähe auf günstigen Wind warteten, hängten sie einen Fächer an den Mast eines der Schiffe und forderten die Genji auf, ihn doch herunterzuschießen.
Einer der Genji-Samurai, Nasu no Yoichi, nahm die Herausforderung an, ritt in die See und traf den Fächer mit dem ersten Schuss. Er wird noch heute dafür gerühmt.
In der Kamakura-Zeit (1192–1334) wurde berittenes Bogenschießen als militärische Trainingsübung genutzt, um die Samurai kriegsbereit zu halten. Schlechte Schützen konnten sich veranlasst sehen, Seppuku zu begehen.
Als Freizeitvergnügen war Inuomono beliebt. Dabei wurde in einer Art Arena mit speziellen abgestumpften Pfeilen auf lebende Hunde geschossen. Die Hunde wurden dabei gereizt oder leicht verletzt, nicht getötet.

## Yabusame
Yabusame wurde als Weg geschaffen, die Myriaden der Shintō-Götter zu unterhalten und günstig zu stimmen und so ihren Segen für Land, Volk und Ernte herabzurufen.
Der Schütze galoppiert eine 255 m lange Bahn mit hoher Geschwindigkeit entlang. Er lenkt das Pferd hauptsächlich mit den Knien, da er beide Hände zum Spannen des Bogens benötigt. 
Während er sich dem Ziel nähert, legt der Schütze den Pfeil auf, zieht den Bogen bis hinter das Ohr aus und schießt den Pfeil mit einem Schrei ab.
Die Pfeilspitze ist stumpf und rübenförmig, um ein lauteres Geräusch beim Auftreffen zu erzielen.
Erfahrene Schützen benutzen Pfeile mit V-förmig gegabelter Spitze, die das als Ziel verwendete Brettchen zerspaltet und auf den Boden fallen lässt. Alle drei Ziele zu treffen gilt als bewundernswürdige Leistung.
Yabusame wird wegen seiner Ernsthaftigkeit und des religiösen Aspekts eher als Ritual denn als Sport angesehen. Es wird oft bei speziellen Zeremonien oder offiziellen Anlässen ausgeführt, so zur Unterhaltung ausländischer Persönlichkeiten und Staatsoberhäupter. Yabusame-Vorführungen wurden bei offiziellen Besuchen der US-Präsidenten Ronald Reagan und George W. Bush gegeben. In Großbritannien wurde eine Vorführung für Prinz Charles durchgeführt.
Als Yabusame-Schütze ausgewählt zu werden, ist eine große Ehre. In der Vergangenheit wurden sie nur unter den besten Kriegern ausgewählt. 
Der beste Schütze erhält als Preis ein weißes Tuch, ein Zeichen für göttliche Gunst.
Jinba Ittai (jap.: Ross und Reiter sind eins) lautet das Ideal des Yabusame. Denn nur wenn Pferd und Reiter eine perfekte Einheit bilden, trifft der Pfeil ins Ziel.

## Berühmte Schulen
Es gibt zwei berühmte Schulen des berittenen Bogenschießens, die Yabusame ausführen.
Eine ist die Ogasawara-ryū (Schule), deren Gründer, Ogasawara Nagakiyo, vom Shogun Minamoto Yoritomo (1147–1199) zur Gründung einer Schule des Bogenschießens aufgefordert wurde.  Yoritomo wollte fähige und disziplinierte Soldaten, und Bogenschießen wurde als guter Weg gesehen, die für einen Samurai erforderlichen Eigenschaften einzuüben.
Zen verbreitete sich in der Kamakura-Zeit unter den Samurai. Obwohl eine direkte Verbindung zwischen Zen und Bogenschießen vorwiegend in Europa unter dem Einfluss von Eugen Herrigel gesehen wird, kann es doch Eigenschaften entwickeln, die beim Schießen hilfreich sind. In der Hitze der Schlacht unter Beschuss den Bogen wiederholt ruhig auszuziehen, zu zielen und abzuschießen, galt als Zeichen für den wahren Samurai, der seine Übung und seine Furcht gemeistert hatte.
Die andere berühmte Schule wurde bereits im 9. Jahrhundert von Minamoto Yoshiari auf Befehl von Kaiser Uda gegründet. Diese Schule wurde als Takeda-Schule bekannt. Der Takeda-Stil wurde in klassischen Samurai-Filmen wie Akira Kurosawas Die sieben Samurai (1954) und Kagemusha (1980) gezeigt. Der berühmte Samurai-Darsteller Toshirō Mifune war Schüler der Takeda-Schule.

## Niedergang und Wiederbelebung

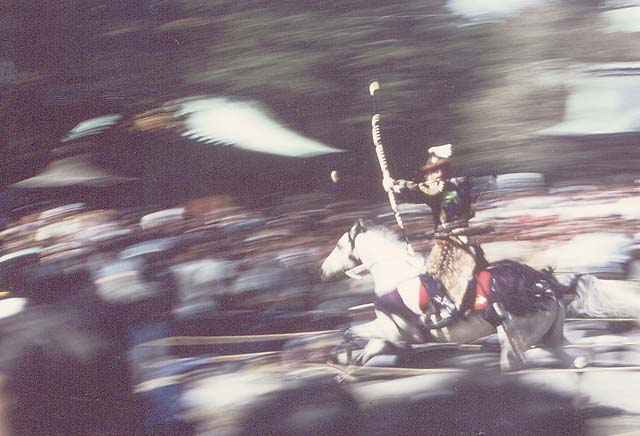
Yabusame in Kamakura

Mit dem Eintreffen der Portugiesen in der Mitte des 16. Jahrhunderts und den bald auch in Japan nachgebauten Feuerwaffen begann der Bogen an Bedeutung zu verlieren. Als Wendepunkt kann die Schlacht von Nagashino 1575 angegeben werden, in der etwa 3000 strategisch günstig platzierte Arkebusenschützen die Kavallerie der Takeda nahezu vernichteten.
Das berittene Bogenschießen wurde in der Edo-Zeit (1600–1867) von  Ogasawara Heibei Tsuneharu (1666–1747) unter dem Kommando von Shogun Tokugawa Yoshimune (1684–1751) wiederbelebt. Da sich das Land im Frieden befand, wurde das Bogenschießen wie auch die anderen Kriegskünste eher als ein Mittel zur Persönlichkeitsschulung als ein militärisches Training gesehen.
Heute wird  Yabusame zu verschiedenen Zeiten im Jahr in der Regel bei Shintō-Schreinen gezeigt.

## Dokumentation
- Yabusame, Japans Samurai-Ladys. Regie: Susanne Steffen, ARTE, Deutschland, 33 Minuten, 2023